# La Rock
La Rock est un hameau de la commune belge d'Anthisnes en province de Liège.
Avant la fusion des communes, le hameau faisait déjà partie de la commune d'Anthisnes.

## Situation
Le hameau de La Rock se situe entre Vien et Fairon. Le ruisseau de Bloquay réapparaît à hauteur d'une fontaine placée au centre de la localité avant de se jeter dans l'Ourthe à Fairon.

## Description
La plupart de la trentaine de maisons sont construites en pierre calcaire et recouvertes de tuiles grises donnant une belle unité de ton à ce hameau condrusien.
Au sud de La Rock, en direction de Fairon, se trouve le hameau de La Ramée qui est en fait constitué d'une seule fermette.